# トロトロでいこう!
『トロトロでいこう!』は、1997年10月12日から1998年9月27日までフジテレビで放送されていた中山秀征司会のバラエティ番組である。制作は渡辺プロダクション。
尚、1998年4月12日から最後の半年間は『Oh!トロトロでいこう!』と言うタイトルで放送された。

## 放送時間（JST）
- 1997年10月12日 - 1998年9月27日 日曜12:00 - 13:00

## 出演者

### 司会
- 中山秀征
- 恵俊彰（ホンジャマカ）

### レギュラー
- 奥菜恵
- 飯島愛
- 奥村チヨ

## 備考
- 三重テレビはこの番組を放送せずに、関西テレビ製作の『トミーズのはらぺこ亭』を時差ネットで放送していた。

| フジテレビ 日曜12:00枠                           | フジテレビ 日曜12:00枠                                           | フジテレビ 日曜12:00枠 |
| 前番組                                           | 番組名                                                           | 次番組                 |
| ------------------------------------------------ | ---------------------------------------------------------------- | ---------------------- |
| 上岡・ヒロミの花も嵐も ※ここまで上岡龍太郎メイン | トロトロでいこう! ↓ Oh!トロトロでいこう! ※ここから中山秀征メイン | そう快!ヒデタミン      |